# Vașcău
Vașcău (del húngaro: Vaskoh) es una ciudad de Rumania en el distrito de Bihor.

## Geografía
Se encuentra a una altitud de 288 m s. n. m. a 515 km de la capital, Bucarest.

## Demografía
Según estimación 2012 contaba con una población de 2 766 habitantes.
| 1948 | 1956  | 1966  | 1977  | 1992  | 2002  | 2012  |
| s/d  | 4 538 | 3 621 | 3 441 | 3 337 | 2 854 | 2 766 |